# Oban Star-Racers
Oban Star-Racers (オーバン・スターレーサーズ?, Ōban Sutā Rēsāzu) è una serie animata anime prodotta nel 2006 da Sav! The World Productions (Francia/Giappone) e distribuita dalla Walt Disney Pictures Television Animation Distribution (Stati Uniti) e trasmessa in Italia a febbraio 2007 da Jetix (pay TV) e nell'agosto 2008 su Rai 2 (in chiaro). Inizialmente uscito come un breve video intitolato Molly Star Racer, divenne il trampolino di lancio per lo sviluppo della serie in cooperazione con Jetix Europe, e con l'animazione di HAL Film Maker e Pumpkin 3D. Andò in onda in più di 100 paesi. In occasione del Japan Tour Festival tenutosi dal 24 al 26 febbraio nel 2017, Savin Yeatman-Eiffel ha annunciato di stare lavorando assieme allo staff originario di Oban Star-Racers per un sequel o spin-off.

## Trama
Nel 2082 la Terra viene invitata a partecipare alla Grande Corsa di Oban, una gara intergalattica i cui partecipanti provengono da ogni punto della galassia, ognuno con il desiderio di vincere il premio finale: la possibilità di esprimere un desiderio senza limiti, in grado perfino di riportare in vita un defunto. L'invito proviene da colui che viene chiamato Avatar, un'entità misteriosa che, in cambio della partecipazione alla gara da parte della Terra, pone fine in via temporanea alle ostilità tra la razza dei Crogs e i terrestri. La Terra non può che accettare questa richiesta. 
La protagonista è Eva Wei, una ragazza di 15 anni che non vede il padre da 10. Con il desiderio di rincontrarlo, scappa dal collegio, ma una volta trovatasi faccia a faccia con il manager di corsa più in gamba del mondo, Don Wei, si rende conto che quell'uomo non è più in grado di riconoscerla. Sotto mentite spoglie, si fa chiamare Molly e si fa assumere come meccanica, ma nel momento in cui Don Wei la abbandona di nuovo per recarsi presso il luogo della corsa intergalattica sotto ordine del governo, decide di seguirlo. Insieme al team composto dal pilota Rick Thunderbolt, il tiratore Jordan Wilde, i due più esperti meccanici Koji e Stan, e il manager Don Wei, diviene ambasciatrice della Terra sul pianeta Oban. Sin dall'inizio ci saranno screzi con il padre, soprattutto quando Rick, nella sua prima corsa, viene ferito e lei diviene l'unica che può sostituirlo, ma non vuole arrendersi: vuole vincere a tutti i costi il premio finale per poter riportare in vita la madre defunta, e ricostruire la famiglia com'era.

## Doppiatori
| Personaggio     | Doppiatore francese    | Doppiatore inglese           | Doppiatore giapponese        | Doppiatore italiano |
| --------------- | ---------------------- | ---------------------------- | ---------------------------- | ------------------- |
| Eva "Molly" Wei | Gabrielle Jeru         | Chiara Zanni                 | Junko Noda                   | Joy Saltarelli      |
| Jordan          | Thomas Guitard         | Sam Vincent                  | Keiichirou Satomi            | Davide Perino       |
| Rick            | Alexandre Coadour      | Michael Dobson               | Jun'ichi Suwabe              | Marco Vivio         |
| Don Wei         | Jérôme Keen            | Ron Halder                   | Unshou Ishizuka              | Oliviero Dinelli    |
| Toros / Avatar  | Mathieu Barbier        | Paul Dobson                  | Banjou Ginga                 |                     |
| Stan / Satis    | Nicolas Mead           | Dexter Bell / Brian Drummond | Keisuke Fujii/Masashi Hirose | Leonardo Graziano   |
| Prince Aikka    | Rémi Caillebot         | Kirby Morrow                 | Hiroaki Miura                | Marco Baroni        |
| Koji            | Vincent Latorre        | Alessandro Juliani           | Yoshinori Fujita             | Gabriele Patriarca  |
| Maya            | Sarah Bouché de Vitray | Nicole Oliver                |                              |                     |
| Flint           | Laurent Maurel         |                              |                              | Edoardo Nevola      |
| Groor           | Omar Yami              |                              |                              |                     |

## Personaggi

### Personaggi principali
Eva "Molly" Wei (エヴァ・"モリー"・ウェイ Eva "Morī" Wei)
Ribelle e indisciplinata, ha solo 15 anni, eppure sembra di averle passate di tutti i colori. Dopo la morte della madre a causa di un incidente durante una gara, la vita di Eva cambia drasticamente. Si ritrova abbandonata dal padre incapace di mantenerla in un collegio, dove trascorrerà dieci anni di agonia nell'attesa di rivedere l'amato genitore. Senza successo, attende ogni anno una sua telefonata durante il suo compleanno, e nel mentre osserva con grande orgoglio attraverso tv e giornali la fama che cresce nel suo nome e nelle sue doti da manager. Amante della meccanica, cerca di avvicinarsi al mondo del padre saltando lezioni di scuola per migliorare le sue abilità nel campo. Tuttavia, nel tentativo di ripristinare i rapporti andando a fargli visita, rimane scioccata quando l'uomo che un tempo chiamava papà non la riconosce, anzi, sin dall'inizio la relazione sarà tesa. Furibonda e incapace di poter affrontare il padre, decide di nascondere la sua vera identità, e riesce ad intrufolarsi nella spedizione per il pianeta in cui si sarebbe svolta la prima fase della Gara di Oban. Con le ferite di Rick, diviene presto la pilota del Team della Terra, che le porterà non poche difficoltà ad approcciarsi con il padre, ma Eva non demorde. Una volta che verrà a sapere del premio finale, decide di dare tutta se stessa per riportare la madre in vita, e ricostruire la famiglia com'era un tempo. Doppiata da Gabrielle Jeru (francese), Chiara Zanni (inglese), Noda Junko (giapponese), Joy Saltarelli (italiano).
Jordan C. Wilde (ジョーダン・ワイルド Jōdan Uirudo)
Un ragazzo di 17 anni chiassoso ma affidabile. È un soldato dell'armata, e viene assunto da Don Wei come artigliere per il team che parteciperà alla gara intergalattica. Per quanto le sue doti e la sua mira di tiratore siano impeccabili, tende ad esagerare un poco nella sua mansione. Protettivo nei confronti dei suoi compagni, prova un profondo odio verso la razza dei Crogs, colpevoli della morte di suo nonno durante una loro invasione sulla Terra, perciò sin dall'inizio non riuscirà a vedere di buon occhio l'affascinante principe Aikka, loro alleato, diversamente da Molly che diverranno migliori amici. Se nel pianeta Alwas Jordan comincia a trattare Molly come propria partner, nel pianeta Oban, dove si svolgerà la seconda e ultima fase della gara, comincerà a provare un sentimento d'amore nei suoi confronti, arrivando a sacrificarsi in un'ardua decisione per lei. Doppiato da Thomas Guitard (francese), Sam Vincent (inglese), Keiichirou Satomi (giapponese), Davide Perino (italiano).
Don Wei (ドン・ウェイ)
Padre di Eva, e manager di corsa migliore del mondo, possiede un'azienda tutta sua con cui produce veicoli e sponsorizza gare di corsa. La sua fama lo precede, non esiste nessuno che non lo conosca, tanto che il governo della Terra decide di affidare a lui il compito di partecipare con un team preparato alla gara intergalattica di Oban. Brusco e arrogante, si arrabbia furiosamente con i componenti della sua squadra, e possiede una visione alquanto ostile nei confronti delle piloti donne. Non mostra mai i suoi sentimenti, nascosti dietro a formalità insieme al suo orgoglio. L'uomo che è divenuto oggi non è altro che la reazione prodotta dalla morte di sua moglie, Maya, a seguito di un incidente durante una gara, e la separazione dalla sua unica figlia. Non solo all'inizio non la riconosce, ma la scambierà anche per un ragazzo. Tuttavia, man mano che le gare diverranno sempre più pericolose, comincerà a cambiare atteggiamento nei confronti di Molly, tanto da preoccuparsi per la ragazza, e avvicinarci alla verità che si nasconde dietro la sua identità. Doppiato da Jerome Keen (francese), Ron Halder (inglese), Unshō Ishizuka (giapponese), Oliviero Dinelli (italiano).
Rick Thunderbolt (リック・サンダーボルト Rikku Sandāboruto)
Un campione di corsa, e uno dei migliori piloti sulla Terra, viene scelto da Don Wei per partecipare alla gara intergalattica di Oban, ed egli accetterà malgrado i dissapori tra i due. Fiducioso, carismatico, e sempre con un'aria "cool", tutti i membri si fidano ciecamente di lui, tuttavia dalla sua prima gara ne uscirà non poco malridotto, tant'è che gli verrà detto che non potrà gareggiare mai più. Considera la corsa tutta la sua vita, perciò cade in depressione dopo la scioccante notizia, tuttavia ritrova in Molly un po' di speranza, e apprezza l'entusiasmo della ragazza, arrivando a divenire il suo coach. Non per nulla, è stato il primo ad intuire le doti nascoste di Molly, chiedendo a Don Wei già nel secondo episodio se lei fosse la pilota di riserva. Ma si accorge ben presto che Molly nasconde un segreto, fino a scoprirla. Una volta che il team della Terra verrà confermato come partecipante della seconda fase della gara, Rick decide di tornare sulla Terra, ma non prima di aver cercato di convincere Molly a rivelare la sua identità al padre. Doppiato da Alexandre Coadur (francese), Michael Dobson (inglese), Jun'ichi Suwabe (giapponese), Marco Vivio (italiano).
Koji (コージ Kōji)
Co-meccanico del Team della Terra, e esperto di elettronica. In principio lavorava come meccanico al garage di Miguel, ma viene assunto da Don Wei per partecipare alla gara di Oban. Timido e pacifico di natura, preferisce evitare i conflitti, ma la sua rapidità di pensiero ha salvato più volte i compagni dalle situazioni più critiche, arrivando con delle idee geniali insieme all'amico Stan. Sarà di fondamentale aiuto nella costruzione del nuovo veicolo, l'Arrow III, che chiameranno con affetto il loro "bambino". Doppiato da Vincent Latorre (francese), Alessandro Juliani (inglese), Yoshinori Fujita (giapponese), Gabriele Patriarca (italiano).
Stan (スタン Sutan)
Co-meccanico del Team della Terra, e esperto di hardware. In principio lavorava come meccanico al garage di Miguel, ma viene assunto da Don Wei per partecipare alla gara di Oban. Lui è l'opposto del suo compagno, diretto e combattivo, non esita ad esprimere ciò che pensa, specialmente quando di mezzo vi è l'incolumità dei compagni di squadra. Egli pensa che Don Wei metta troppa pressione su Molly per vincere la gara, e che è troppo preoccupato a pensare a se stesso per rendersi conto di ciò che prova la squadra. Nella seconda fase della gara lo vediamo spesso parlare di lui con Koji, definendolo un uomo senza cuore pari ad un robot - cosa che Koji nega di pensare. Doppiato da Nicolas Mead (francese), Dexter Bell (inglese), Keisuke Fujii (giapponese), Leonardo Graziano (italiano).
Principe Aikka (アイカ王子 Aika Ōji)
Principe e cavaliere di Nurasia che gareggia in groppa ad un gigantesco coleottero volante di nome G'dar, e che funge da veicolo per le corse. Un ragazzo nobile, galante, e abile nelle arti marziali, è un rivale di Molly, tuttavia divengono presto molto amici. Sa come mantenere il proprio onore, ma per tutto il periodo della gara verrà giostrato dall'alleanza con i Crogs, specialmente durante la seconda fare della corsa, dove dovrà mettere da parte il suo orgoglio e la sua amicizia con i terrestri per difendere i parenti rimasti vittima di un'occupazione nel suo pianeta da parte dei Crogs. Ma, malgrado questi spiacevoli incidenti, rimarrà in contatto con Molly, e le dimostrerà di tenere alla loro amicizia. Doppiato da Rémi Caillebot (francese), Kirby Morrow (inglese), Hiroaki Miura (giapponese), Marco Baroni (italiano).
Satis (サティス Satisu)
Un piccolo essere eccentrico che proclama di essere il fedele servo dell'Avatar. Compare misteriosamente ogni qualvolta che Molly si sente giù di morale, o ha bisogno di qualche incoraggiamento. Impersona anche Super Racer, un gareggiatore alle preselezioni della corsa sul pianeta Alwas, e si ritroverà anche ad affrontare proprio Molly. Diviene ancora più misterioso quando sul pianeta Oban, poco prima della gara, uno dei partecipanti sostiene di averlo visto nel proprio pianeta dove si erano tenute altre preselezioni, e così anche nel restante pianeta, quando Molly era convinta che fosse stato con loro per tutto il tempo. Doppiato da Nicolas Mead (francese), Brian Drummond (inglese), Masashi Hirose (giapponese), Leonardo Graziano (italiano).
Canaletto (カナレット Kanaretto)
Se i Crogs si sono presentati come degli spietati conquistatori nemici dei terrestri, Canaletto farà la sua entrata in scena come l'antagonista assoluto. Egli è un'entità oscura e sinistra, che all'inizio appare come un'ombra con occhi rosso fuoco, e la testa che sembra quella di un corvo - spesso lo vediamo circondato da piume di corvo. Veniamo a conoscenza che egli, creato erroneamente dai Creatori, una volta provò a distruggere ogni linfa vitale presente nella galassia per creare un puro universo, con il pensiero che la vita sia solo una debolezza. In realtà Canaletto fu l'Avatar che precede l'attuale, ma non volle cedere il suo posto, perciò dati i suoi tentativi di distruzione, venne rinchiuso e imprigionato, con una sete di vendetta e il desiderio di tornare Avatar ancora una volta.
Avatar (アバター Abatā)
Un'entità enigmatica, onnipresente, e apparentemente onnipotente che organizza la Grande Corsa di Oban. Doppiato da Mathieu Barbier (francese), Paul Dobson (inglese), Banjou Ginga (giapponese).

## Colonna sonora
Sigla di apertura
A Chance to Shine cantata da Akino (sigla giapponese)
Never Say Never cantata da After Midnight Project (sigla internazionale)
Sigla di chiusura
Waratteta cantata da Sukoshi